# In a Mellow Tone
«In a Mellow Tone», также известен как «In a Mellotone», — джазовый стандарт 1939 года, сочинённый Дюком Эллингтоном на слова Милта Гейблера. Песня была основана на другом стандарте 1917 года «Rose Room» Арта Хикмана и Гарри Уильямса, которую сам Эллингтон записал в 1932 году.
В разное время песню исполняли Эрролл Гарнер, Элла Фицджеральд, Бен Уэбстер, Каунт Бейси, Луи Армстронг, Оскар Питерсон, Джо Пасс, Анита О’Дэй, Тони Беннетт и другие.
Говард Стерн использовал запись этой песни (из альбома Эллингтона Blues in Orbit) в качестве вступительной темы к «Шоу Говарда Стерна» с 1987 по 1994 год.